# پاکرکیان
پاکرکیان (نام علمی: Schreckensteiniidae) نام یک تیره از راسته پروانه‌سانان است.